# سنگکانگ
سنگکانگ (به انگلیسی: Sengkang) یک ناحیهٔ شهری در کشور سنگاپور است که در سرشماری سال ۲۰۱۰ میلادی، ۱۶۷٬۰۵۴ نفر جمعیت داشته‌است.